# Ingresovy housle

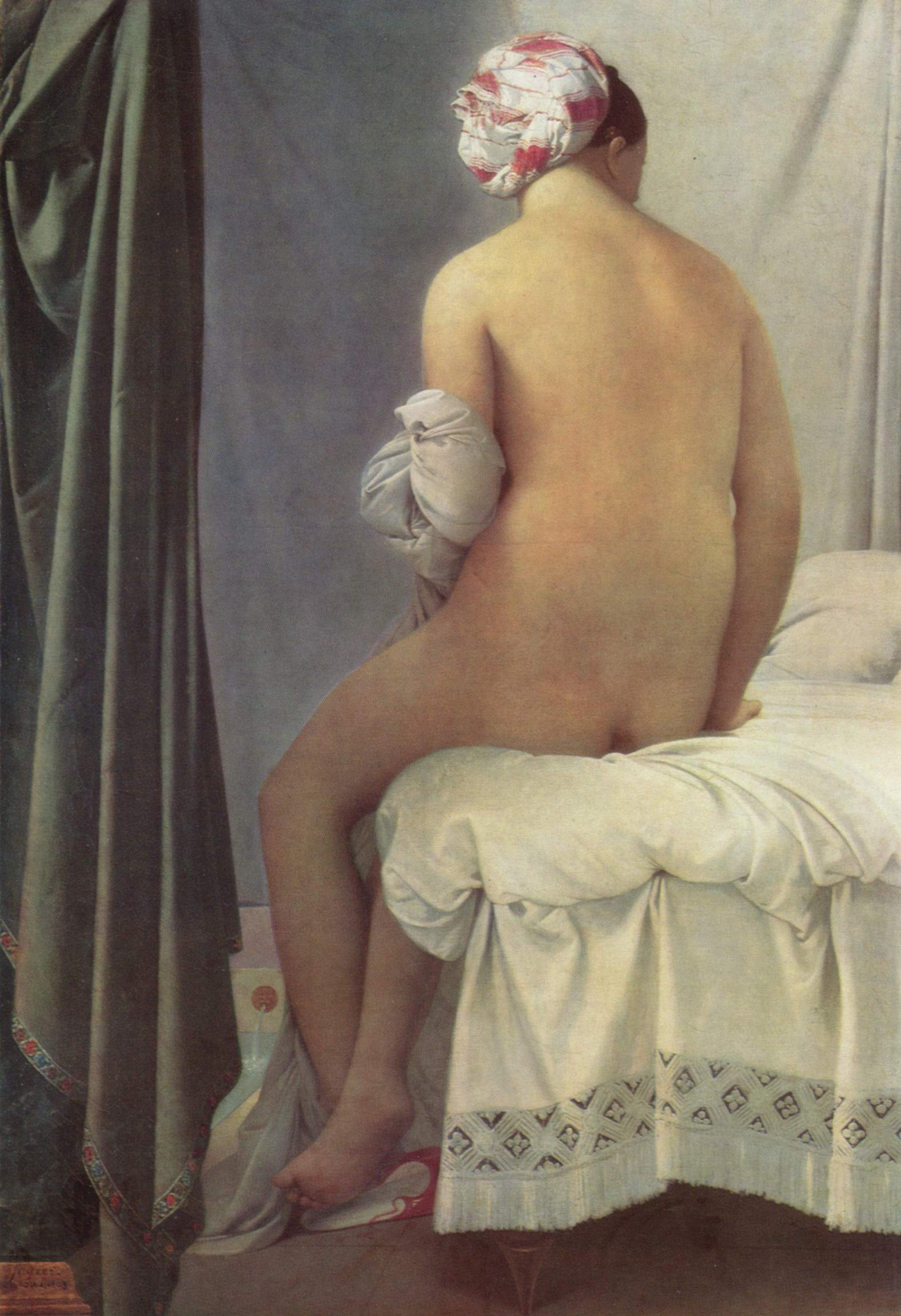
Jean-Auguste-Dominique Ingres: La Baigneuse Valpinçon, inspirace

Jean-Auguste-Dominique Ingres: Le Bain turc, inspirace

Ingresovy housle (francouzsky Le Violon d'Ingres) je černobílá fotografie vytvořená americkým výtvarným umělcem Man Rayem v roce 1924. Je to jedna z jeho nejznámějších fotografií a surrealistických fotografií vůbec. Fotografie byla poprvé publikována v surrealistickém časopise Littérature v červnu 1924. Zobrazuje modelku Kiki de Montparnasse zezadu, nahá až pod pas, se dvěma otvory ve tvaru f, aby její tělo připomínalo housle.

## Analýza
Fotografie je pojmenována podle oblíbeného francouzského výrazu le violon d'Ingres, což znamená hobby, s odkazem na skutečnost, že francouzský neoklasicistní malíř Jean-Auguste-Dominique Ingres hrával na housle pro zábavu, když nemaloval. Man Ray obdivoval Ingresovu práci a pro tuto fotografii čerpal inspiraci z jeho obrazu The Valpinçon Bather (1808).
Nechal si pózovat od své modelky a tehdejší milenky Kiki de Montparnasse. Na první fotografii Étude pour Le Violon d'Ingres je vidět z profilu s viditelným obličejem a ňadry. Na závěrečném obrázku je vyobrazena podobně jako Ingresovy modelky, nahá a sedící, hledící mírně doleva, při pohledu zezadu a s orientálním turbanem. Její paže nejsou vidět. Poté, co byla fotografie vyvolána, namaloval na snímku na její záda otvory houslí a nechal tisk přefotografovat, čímž vzniklo výsledné umělecké dílo.
Název vtipně ukazuje Rayův cíl ztvárnit torzo modelky jako hudební nástroj a pohrává si s tím, že byla umělcovou modelkou a milenkou zároveň.
Kirsten Hoving Powell k fotografii uvedla: „Le Violon d'Ingres je složitá fotografie, která ukazuje dlouhodobý obdiv Man Raye k Ingresovi, stejně jako jeho touhu zesměšňovat tradici. Man Rayovo zkreslení a deformace těla modelu zapojuje surrealistické koncepty metamorfózy a beztvarosti, ale také patří do širšího kontextu fascinace Ingresovými manipulacemi s anatomií během meziválečného období, jak je vidět ve spisech kritiků, jako je André Lhote."

## Trh s uměním
Originální tisk Le Violon d'Ingres vytvořil nový rekord pro nejdražší fotografii, když se 14. května 2022 v Christie's New York prodal za 12 400 000 dolarů. Je to čtyřnásobek ceny, za kterou se v roce 2007 prodala fotografie Man Rayova fotografie Noire et Blanche (Černá a bílá), která byla do té doby nejdražším snímkem.

## Veřejné sbírky
Tisky fotografie jsou v Centre Pompidou v Paříži a v Muzeu J. Paula Gettyho v Los Angeles.

#### Katalogy výstav
- André Breton: la beauté convulsive, Paříž: Éditions du Centre Pompidou, 1991.
- Man Ray, La photographie à l'envers, Paříž: Éditions du Centre Pompidou, 1998.
- La révolution surréaliste, Paříž: Éditions du Centre Pompidou, 2002.
- Collection Photographies: Une histoire de la photographie à travers les collections du Centre Pompidou, Paříž: Éditions du Centre Pompidou, 2007.
- The Long Arm of Coincidence, New York: Steidl/Pace/MacGill Gallery, 2009.
- La Subversion des images, Paříž: Éditions du Centre Pompidou, 2009.